# Technocrates (parti politique)
Les Technocrates sont un ancien parti politique belge, né à Anvers, ayant disposé d’un siège à la Chambre des représentants de Belgique à l’issue des élections législatives du 2 avril 1939.
Son président et unique député national était Leo Frenssen.